# Dinamo-Stadion (Bukarest)
Das Dinamo-Stadion (rumänisch Stadionul Dinamo) ist ein Fußballstadion mit Leichtathletikanlage in der rumänischen Hauptstadt Bukarest. Es war seit der Eröffnung die Heimspielstätte des Fußballvereins Dinamo Bukarest. Gegenwärtig nutzt der Club das 2021 eröffnete Stadionul Arcul de Triumf.

## Geschichte
Das Stadion wurde am 14. Oktober 1951 eröffnet. Im ersten Spiel standen sich Dinamo und Locomotiva Timişoara gegenüber. Dinamo setzte sich im Eröffnungsspiel mit 1:0 gegen Locomotiva durch. Das weitläufige, unüberdachte Stadionrund bietet 15.300 Zuschauern einen Platz. Die Flutlichtanlage auf vier hohen Stahlmasten hat eine Beleuchtungsstärke von 1400 Lux.
Nach einer Renovierung (Drainage-System etc.) 2002 war das Stadion wieder voll nutzbar, nachdem zuvor an regnerischen Tagen die Veranstaltungen teilweise abgesagt werden mussten. Zuvor wurde 2001 die Flutlichtanlage erneuert. 2008 erhielt das Stadion eine neue Bestuhlung.

## Neubaupläne
Geplant ist, die Sportstätte ab September 2023 abzureißen. Ein neues Rugby- und Fußballstadion der UEFA-Kategorie 4 mit 25.059 Sitzplätzen („Arena Dinamo“) ist in Planung. Zur Feier des 75. Vereinsjubiläums am 16. Mai 2023 wurden entsprechende Pläne und Bilder vorgestellt. Das Projekt umfasst neben dem Stadion ein Museum, ein Amphitheater, ein Hotel, ein Restaurant und einen Hubschrauberlandeplatz. Im März 2024 erhielt der Club die Genehmigung von Ministerpräsident Marcel Ciolacu und der Regierung zum Bau der neuen Anlage. Auf einer Fläche von 66.716 m² entstehen neben dem Stadion auf dem Mehrzweckkomplex auch Räume für Boxen, Gewichtheben, Judo, Ringen, Turnen und Fechten. Zunächst wurde mit 33.000 Zuschauerplätzen geplant. Die geschätzten Kosten liegen bei 854,573 Mio. rumänische Leu (rund 172 Mio. Euro), die zum Großteil vom rumänischen Staat gezahlt werden. Die Bauzeit ist auf 25 Monate angesetzt.

## Galerie

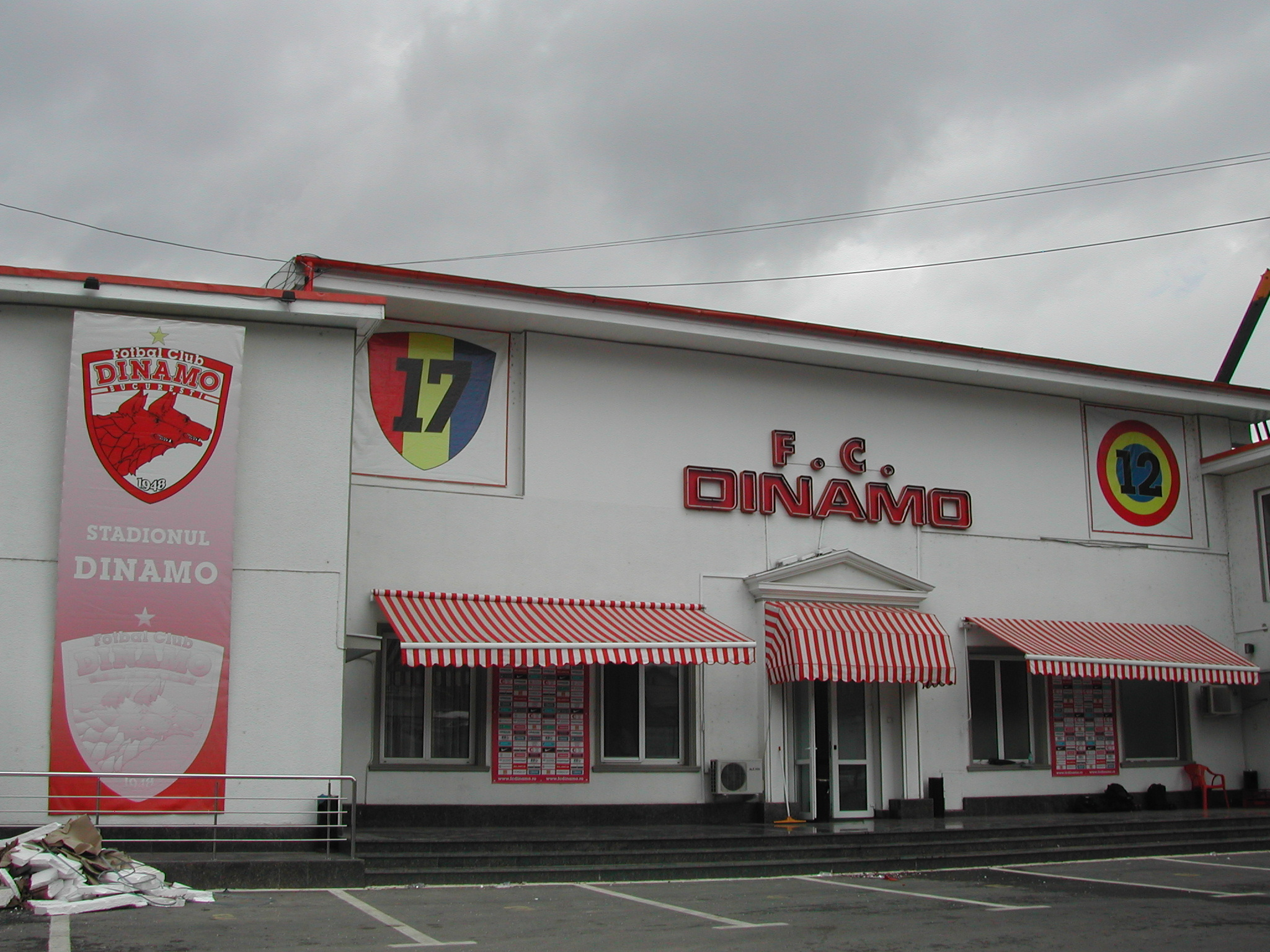
Fassade des Stadions
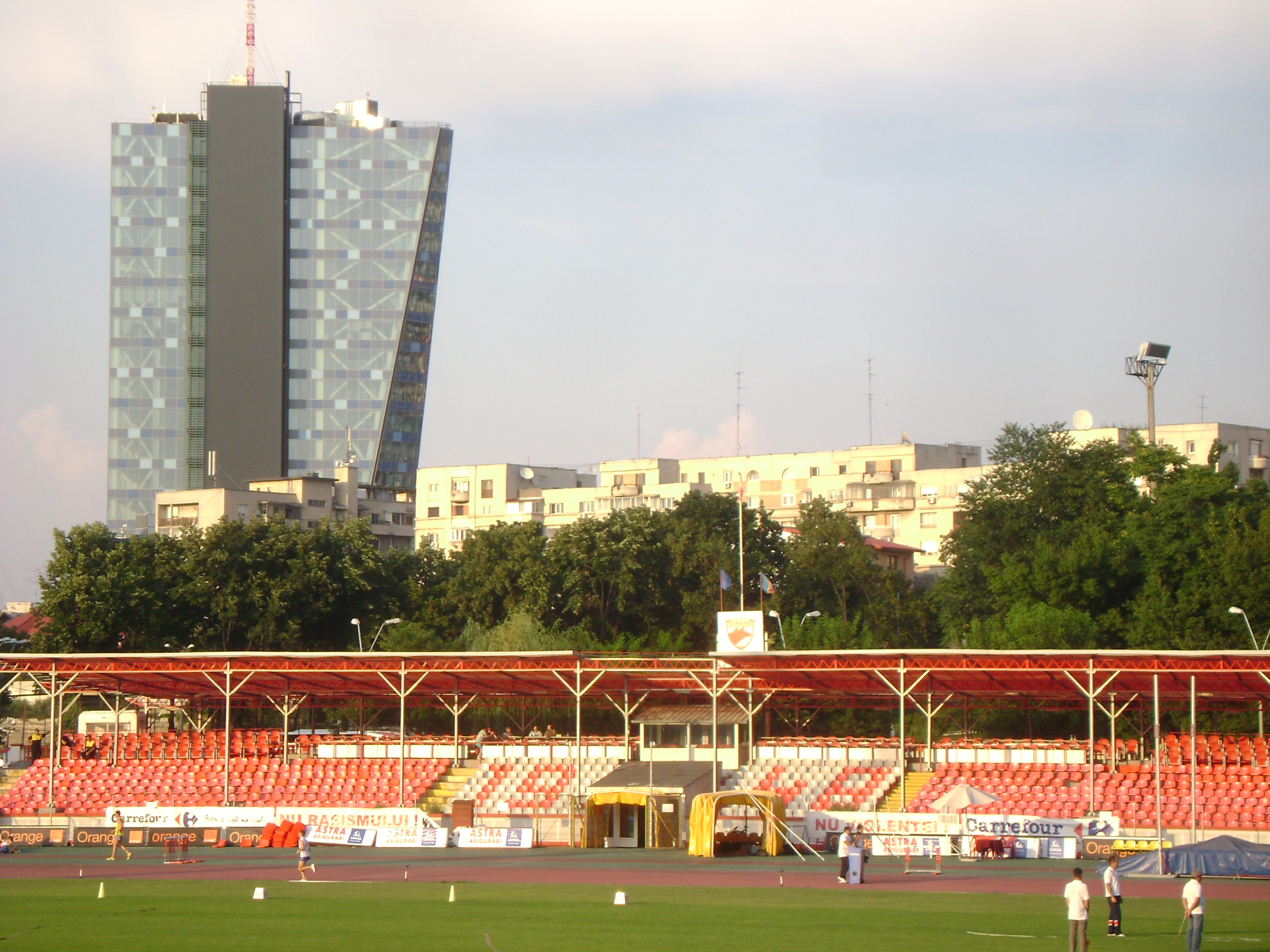
Das Dinamo-Stadion im Juli 2010 während der rumänischen Leichtathletik-Meisterschaften
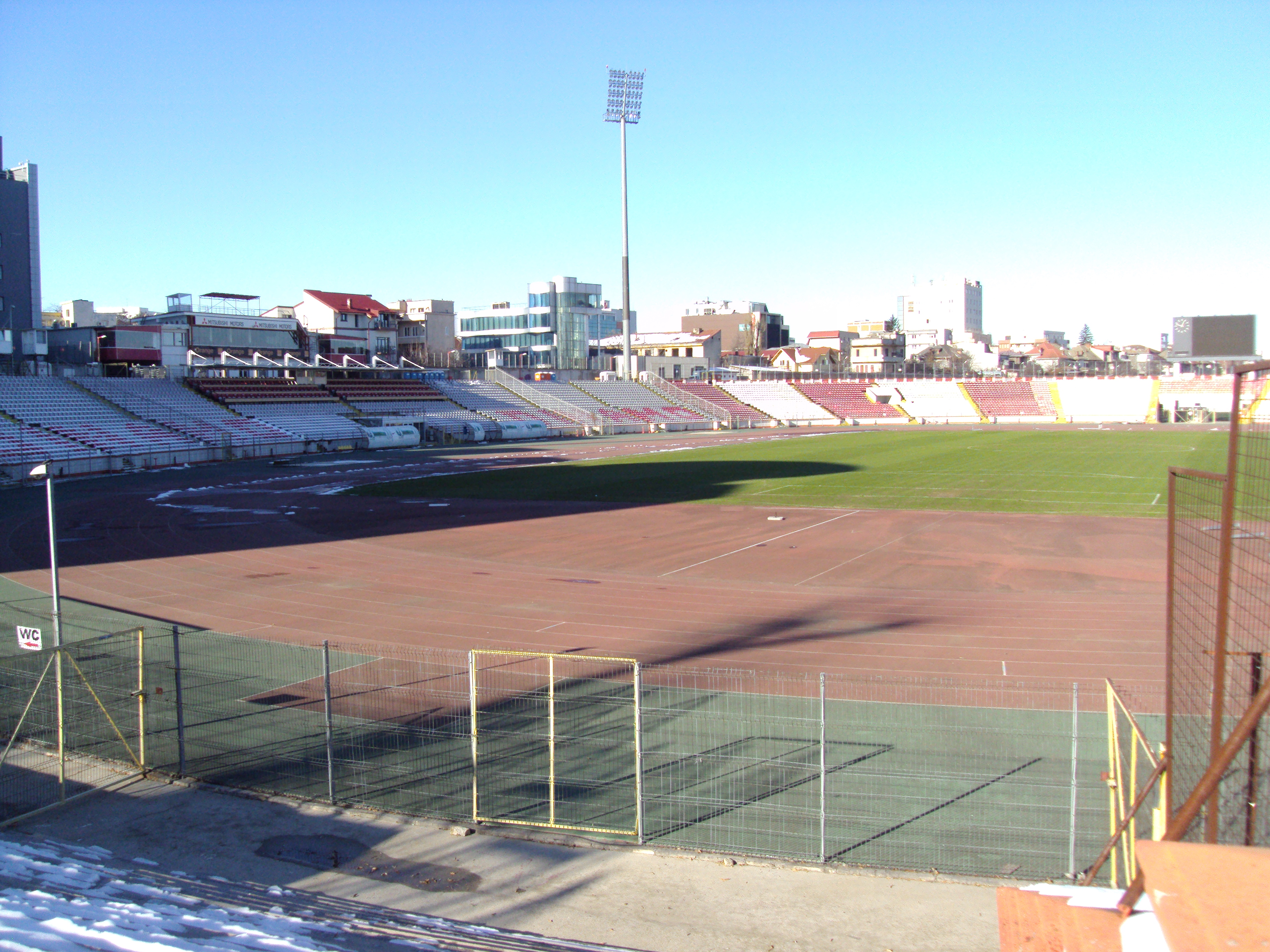
Das Stadion im Dezember 2012